# Hostal Morrison
Hostal Morrison es una serie animada infantil chilena en animación 2D, creada por la destacada ilustradora Bernardita Ojeda (creadora de El ojo Viudo) y producida por la productora Pájaro, la cual se estrenó el 2 de abril de 2011 en Canal 13 en el bloque infantojuvenil Cubox. Fue escrita por Carlos Bleycher (Puerto Papel, Pocoyó).
Las ilustraciones y animaciones de personajes son de la productora Pájaro. La musicalización fue realizada por Pedro Santa Cruz.  
Su segunda temporada fue estrenada el 20 de julio de 2013 en Chilevisión. La serie fue también emitida en el canal argentino Pakapaka durante 2012 y 2014. De igual manera se transmitió por la señal andina de Cartoon Network Latinoamérica en noviembre de 2015.

## Personajes principales
- Celeste Morrison, La protagonista principal de la serie
- Tirso, El mayordomo del hostal
- Abelardo, El idiota del hostal
- Fátima, La cocinera del hostal
- Socorro, La enamoradiza del hostal
- Cosa, La mascota del hostal
- Boris Acevedo, El villano de la serie
- El Cuco
- Desesperancia

## Episodios
|  | 1 | 13 | 2 de abril de 2011  | 14 de mayo de 2011   | Canal 13               | Canal 13               | Canal 13 | Canal 13 |
|  | 2 | 13 | 20 de julio de 2013 | 31 de agosto de 2013 | Chilevisión y Pakapaka | Chilevisión y Pakapaka |          |          |

 Hostal  2 de abril de 2011
|{ De emburujo en brujo